# Ярки (Черепановский район)
Ярки — село в Черепановском районе Новосибирской области. Входит в состав Майского сельсовета.

## География
Площадь села — 119 гектаров.

## Население
| 2002 | 2007 | 2010 |
| ---- | ---- | ---- |
| 738  | ↗795 | ↘704 |

## Инфраструктура
В селе по данным на 2007 год функционируют 1 учреждение здравоохранения и 2 учреждения образования.

## Известные личности
В селе похоронен актёр театра и кино Станислав Жданько (1953—1978).